# Vilshult
Vilshult är en tätort i Olofströms kommun i Blekinge län vid riksväg 15.

## Befolkningsutveckling
| Befolkningsutvecklingen i Vilshult 1960–2020 | Befolkningsutvecklingen i Vilshult 1960–2020 | Befolkningsutvecklingen i Vilshult 1960–2020 | Befolkningsutvecklingen i Vilshult 1960–2020 | Befolkningsutvecklingen i Vilshult 1960–2020 |
| -------------------------------------------- | -------------------------------------------- | -------------------------------------------- | -------------------------------------------- | -------------------------------------------- |
|                                              |                                              |                                              |                                              |                                              |
| År                                           |                                              |                                              | Folkmängd                                    | Areal (ha)                                   |
| 1960                                         | 1960                                         |                                              | 264                                          |                                              |
| 1965                                         | 1965                                         |                                              | 322                                          |                                              |
| 1970                                         | 1970                                         |                                              | 373                                          |                                              |
| 1975                                         | 1975                                         |                                              | 395                                          |                                              |
| 1980                                         | 1980                                         |                                              | 487                                          |                                              |
| 1990                                         | 1990                                         |                                              | 428                                          | 81                                           |
| 1995                                         | 1995                                         |                                              | 387                                          | 82                                           |
| 2000                                         | 2000                                         |                                              | 373                                          | 83                                           |
| 2005                                         | 2005                                         |                                              | 357                                          | 83                                           |
| 2010                                         | 2010                                         |                                              | 314                                          | 83                                           |
| 2015                                         | 2015                                         |                                              | 303                                          | 104                                          |
| 2020                                         | 2020                                         |                                              | 304                                          | 101                                          |
|                                              |                                              |                                              |                                              |                                              |

## Näringsliv
Vilshult är en industriort med främst industriell tillverkning och förädlingsindustri
De största företagen som finns på orten (2023) är Stans och Press, Tre D Mekaniska AB, Zaarstone AB och Solect Power AB

## Idrott
Vilshult är ursprungsorten för orienteringsklubben OK Vilse 87, numera med verksamhet i hela Olofströms kommun. Här finns även idrottsföreningar med inriktning på skytte och fotboll. Fotbollslaget på orten heter Vilshults IF och spelade år 2008 i division 6. Idrottsplatsen, som anlades 1972, heter Åvallen och ligger utmed riksväg 15.